# Lepturges repandus
Lepturges repandus es una especie de escarabajo longicornio del género Lepturges, categorizada en la tribu Acanthocinini, de la subfamilia Lamiinae. Fue descrita por Tavakilian & Monné en 1989.

## Descripción
Mide 5,8-7 mm de longitud.

## Distribución
Se distribuye por Brasil y Guayana Francesa.